# Rhodesiella digitata
Rhodesiella digitata är en tvåvingeart som beskrevs av Yang 1995. Rhodesiella digitata ingår i släktet Rhodesiella och familjen fritflugor.
Artens utbredningsområde är Yunnan (Kina). Inga underarter finns listade i Catalogue of Life.